# Carolina Cannonball
Carolina Cannonball es una película de comedia musical, lanzada por Republic Pictures en 1955.

## Argumento
La película comienza en un búnker, donde altos mandos militares observan la prueba del primer "misil de propulsión atómica" de Estados Unidos. Aquí es donde tenemos una idea de la marca de comedia de la película, ya que la persona a cargo se olvida de enchufar el botón de inicio, lo que retrasa el lanzamiento. De todas maneras, el misil despega como estaba planeado. Sin embargo, en otro lugar, tres bufones de mediana edad de aspecto tonto están jugando con sus propios artilugios, y nos enteramos de que son "el enemigo", ya que todos hablan con un mal acento de imitación europea. Los comunistas consiguen interceptar el misil, pero sus artilugios se recalientan y el misil se estrella en algún lugar del desierto de Nevada. De hecho, queda clavado en la arena justo al lado de una vía férrea casi cerrada y abandonada que conduce a un pequeño pueblo fantasma con dos habitantes: la sabelotodo, cantante y ávida de hombres Judy Canova (Judy Canova) y su abuelo medio sordo, el mecánico y maquinista "abuelo" Rutherford Canova (Andy Clyde). El abuelo y Judy son los administradores de la estación, el personal del tren, los trabajadores de correos y, si es necesario, los administradores del hotel de la ciudad, y se encuentran con las manos llenas de repente cuando tres bufones de mediana edad con mal acento europeo aparecen de repente en la estación, diciendo que son "buscadores de uranio". El trío está interpretado por Sig Ruman, Leon Askin y Jack Kruschen. Poco después, se les une el atractivo agente del FBI Don Mack (Ross Elliott), que también dice ser un buscador de uranio.
Así comienza un juego del gato y el ratón, en el que los cuatro espías imbéciles intentan superarse unos a otros en su búsqueda del misil perdido, mientras Judy es demasiado tonta y el abuelo demasiado sordo para tener alguna idea de lo que está pasando. Los gags de la película son la rotura de los viejos muebles de la ciudad fantasma, la fabricación de aguardiente por parte del abuelo, el intento de Judy de enamorar a Mack y el hecho de que los espías soviéticos hablen mal inglés. Y la pieza central de todo ello es el "Carolina Cannonball", el vagón privado del abuelo y de Judy, que recorre el trayecto de media hora entre el pueblo y la estación más cercana una media docena de veces durante el tiempo que dura la película, y se avería otras tantas. Y tras la última avería, Judy descubre el misil, y ella y el abuelo lo instalan como la nueva caldera del Cannonball. Judy recoge los restos de los tubos de uranio y se hace brazaletes con ellos, haciendo que las luces se enciendan y la máquina de pinball se descontrole al pasar. Durante el proceso, Judy se las arregla para encerrar accidentalmente a su abuelo en una vieja celda y hacer que su propia cabeza quede atrapada entre los barrotes de la ventana, deja caer una docena de maletas y rompe una docena de muebles, ayuda sin querer a Mack a ser atrapado y atado por los comunistas y canta tres canciones. Todo ello mientras grita cada una de sus líneas, haciendo de las suyas durante toda la película.

## Reparto
- Judy Canova como ella misma.
- Andy Clyde como el abuelo Rutherford Canova.
- Ross Elliott como Don Mack.
- Sig Ruman como Stefan.
- Leon Askin como Otto.
- Jack Kruschen como Hogar.
- Frank Wilcox como profesor.
- Emil Sitka como técnico.